# This is a stick up... Don't make it a murder
This is a stick up... Don't make it a murder es el álbum debut de la banda estadounidense Hit the Lights. Fue lanzado el 11 de abril de 2006 a través de Triple Crown Records.

## Lista de canciones
Todas las canciones escritas y compuestas por Hit the Lights. 
| This is a stick up... Don't make it a murder |                                     |          |  |
| N.º                                          | Título                              | Duración |  |
| 1.                                           | «The Call Out (You Are the Dishes)» | 2:53     |  |
| 2.                                           | «These Backs Are Made for Stabbing» | 3:48     |  |
| 3.                                           | «Three on Nine»                     | 2:58     |  |
| 4.                                           | «Bodybag»                           | 3:09     |  |
| 5.                                           | «Talk Us Down»                      | 3:09     |  |
| 6.                                           | «Save Your Breath»                  | 2:38     |  |
| 7.                                           | «Sincerely Yours»                   | 3:15     |  |
| 8.                                           | «One Hundred Times»                 | 3:41     |  |
| 9.                                           | «It's All the Rage»                 | 2:53     |  |
| 10.                                          | «Speakers Blown»                    | 3:35     |  |
| 11.                                          | «Until We Get Caught»               | 2:50     |  |
| 12.                                          | «Make a Run for It»                 | 12:25    |  |

## Créditos y personal
- David Bermosk: bajo eléctrico
- Colin Ross: voz
- Nick Thompson: guitarra, coros
- Nate Van Dame: batería
- Omar Zehery: guitarra
- Matt Squire: producción

Fuente: Allmusic.